# Frederik Winther
Frederik Julius August Winther (20. september 1853 i København – 4. april 1916 på Frederiksberg) var en dansk landskabsmaler.
Frederik Winther var søn af kongelig rideknægt Anders Christian Winther (1815-1875) og Bertha Cathrine født Petersen. Efter at have modtaget sin foreløbige uddannelse på det tekniske institut gennemgik han Kunstakademiet 1871-79 og modtog privat vejledning af Carl Neumann. 1877 debuterede han på Charlottenborg Forårsudstilling med Tidlig Formiddag efter Regn og udstillede i de følgende tre år udelukkende billeder efter motiver fra Møns Klint. Senere malede han adskillige studier i den svenske skærgård og da navnlig på Hallands Väderö, men udstillede fra 1884 også – så godt som årlig – skov- og kystpartier fra Dyrehaven og andre sjællandske egne; i de senere år søgte han atter en del af sine emner på Møn, desuden på Bornholm.
Winther fik gentagne gange rejseunderstøttelse fra Akademiet og fra forskellige fond; i 1893 fik han på Verdensudstillingen i Chicago medalje for et af sine bedste arbejder Formiddag i Avgust; Sorgenfri. 1892 fik han støtte fra Den Raben-Levetzauske Fond og 1894 fra Den Hielmstierne-Rosencroneske Stiftelse.
Han vandt sig et ikke ringe publikum, der har fundet behag særlig i de værker, hvori stormpiskede træer spille en fremtrædende rolle, og i dem, hvori kunstneren skildrer idylliske skovinteriører med å eller sø. Han delte en tid atelier med Hans Tegner. I hans senere år tilhørte han kredsen omkring Kunstnerforeningen af 18. november sammen med malerne Peder Mønsted og Sigvard Hansen.
Han er begravet på Garnisons Kirkegård. Der findes fotografier af A. Svendsen og 1876 af N. Sievertsen.

## Ekstern henvisning
- Kraks Blaa Bog 1910 Arkiveret 22. oktober 2011 hos  Wayback Machine
- Frederik Winther på Kunstindeks Danmark/Weilbachs Kunstnerleksikon

- Wikimedia Commons har flere filer relateret til Frederik Winther